# Phalaenopsis gibbosa
Phalaenopsis gibbosa H.R.Sweet, 1970 è una pianta della famiglia delle Orchidacee originaria dell'Asia sud-orientale.

## Descrizione
È un'orchidea di piccola taglia, una miniatura, a comportamento epifita, come tutte le specie del genere Phalaenopsis a crescita monopodiale. Presenta un corto fusto, avvolto da 4-5 foglie caduche, di forma oblunga e molto grandi in rapporto alle dimensioni della pianta. La fioritura avviene normalmente dall'inverno all'inizio della primavera, mediante un'infiorescenza che aggetta lateralmente, ramificata, lunga mediamente 15 centimetri, con rachide un po' a zig-zag portante da 8 a 10 fiori. Questi sono grandi mediamente un centimetro e mezzo e sono di colore bianco variegato di giallo e di arancione. I petali si presentano di forma lanceolata, i sepali, molto più grandi dei petali hanno forma ovata ad apice acuto, mentre il labello è trilobato e piuttosto grande in rapporto alle dimensioni del fiore.

## Distribuzione e habitat
La specie è diffusa in Cina centro-meridionale, Laos e Vietnam.
Cresce epifita su alberi sempreverdi di latifoglie, dalla pianura fino a 1000 metri sul livello del mare.

## Sinonimi
Polychilos gibbosa (H.R.Sweet) Shim, 1982

Doritis gibbosa (H.R.Sweet) T.Yukawa & K.Kita, 2005

Phalaenopsis gibbosa var. wlodarczykiana Roeth, 2010

## Coltivazione
Questa pianta è bene coltivata in panieri appesi, su supporto di sughero oppure su felci arboree e richiede in coltura una posizione luminosa, ma esposizione all'ombra, temendo la luce diretta del sole, con temperature alte durante l'epoca della fioritura, da diminuire nella fase di riposo vegetativo.